# Lioscorpius trifasciatus
Lioscorpius trifasciatus is een straalvinnige vissensoort uit de familie van schorpioenvissen (Setarchidae). De wetenschappelijke naam van de soort is voor het eerst geldig gepubliceerd in 2005 door Last, Yearsley & Motomura.